# Cod ATC C09
Codul ATC C09 Medicamente active pe sistemul renină - angiotensină  este o parte a sistemului de clasificare anatomică, terapeutică și chimică a medicamentelor, un sistem dezvoltat de către Organizația Mondială a Sănătății (OMS) pentru clasificarea medicamentelor și a altor produse medicinale. Subgrupul C09 este o parte a grupului C Sistemul cardiovascular.
Codurile pentru preparatele de uz veterinar sunt create prin alipirea literei Q în fața codului ATC corespunzător produsului pentru uz uman; de exemplu, QC09. 

## C 09 AInhibitori ai enzimei de conversie a angiotensinei
C09AA01 Captopril
C09AA02 Enalapril
C09AA03 Lisinopril
C09AA04 Perindopril
C09AA05 Ramipril
C09AA06 Quinapril
C09AA07 Benazepril
C09AA08 Cilazapril
C09AA09 Fosinopril
C09AA10 Trandolapril
C09AA11 Spirapril
C09AA12 Delapril
C09AA13 Moexipril
C09AA14 Temocapril
C09AA15 Zofenopril
C09AA16 Imidapril

## C 09 C Antagoniști ai angiotensinei II (sartani)
C09CA01 Losartan
C09CA02 Eprosartan
C09CA03 Valsartan
C09CA04 Irbesartan
C09CA05 Tasosartan
C09CA06 Candesartan
C09CA07 Telmisartan
C09CA08 Olmesartan medoxomil
C09CA09 Azilsartan medoxomil
C09CA10 Fimasartan

## C 09 X Alți agenți
C09XA01 Remikiren
C09XA02 Aliskiren